# Szojuz–2 (hordozórakéta)
A Szojuz–2 (oroszul: Союз–2,GRAU-kódja: 14A14) orosz háromfokozatú űrhajózási hordozórakéta-család, a Szojuz–U hordozórakéta továbbfejlesztett, modernizált változata, melyet új típusú hajtóművekkel, digitális vezérlőrendszerrel és telemetriai rendszerrel láttak el. 2004-ben indították először. Alapvetően űreszközök alacsony Föld körüli pályára állítására használják, változattól és az indítás helyétől függően 2800–9200 kg hasznos terhet képes ilyen pályára juttatni. Gyakran alkalmazzák végfokozattal kiegészítve, ekkor a szállított hasznos terhet akár Molnyija-pályára, vagy geoszinkron pályára is képes feljuttatni. Erre a célra az NPO Lavocskin cég Fregat végfokozatát használják.  A Szojuz–2 váltotta fel a Molnyija–M, a Szojuz–U és a Szojuz–FG hordozórakétákat. Alapvetően a Bajkonuri űrrepülőtérről és Pleszeckből indítják. A hordozórakétát a szamarai RKC Progressz (korábban: CSZKB-Progressz) fejlesztette ki és gyártja.